# Mi nombre es amor
Mi nombre es amor es una telenovela venezolana de 1987 producida por Venevisión y distribuida internacionalmente por Venevisión Internacional. Fue protagonizada por Julie Restifo y Jean Carlo Simancas, con la participación antagónica de Mimí Lazo.
En 1990 se retransmite a través del entonces naciente canal Telecentro para la ciudad de Barquisimeto.

## Sinopsis
La vida de Alejandra Espinel cambia repentinamente cuando se ha ido a una viuda y su vida estable se convierte en caos. 

## Elenco
- Julie Restifo ... Alejandra Espinel
- Jean Carlo Simancas ... Joaquín Almada
- Mimí Lazo ... Aída Almada
- Zoe Ducós
- Sebastián Falco
- Gerardo Marrero
- Judith Vásquez